# Joven pescador riendo
Joven pescador riendo es una pintura del maestro de la Edad de Oro holandesa Frans Hals, pintada en 1628 y ahora en Westfalia.

## Pintura
Esta pintura fue documentada por Ernst Wilhelm Moes en 1909 y por Hofstede de Groot en 1910, quien escribió "Un CHICO PESCADOR RIENDO. M. 253 - Un chico rubio, girado a la derecha. Se lleva las manos al pecho. Lleva una gorra azul, una camisa azul, y encima una chaqueta gris con mangas cortas. Detrás del brazo izquierdo se ve la cesta que lleva a la espalda. Detrás hay una vista de dunas. A la izquierda hay dos pequeñas figuras en un camino. A la derecha un chapitel de iglesia se eleva un poco por encima de las dunas. Cielo nublado. Muy amplio y de estilo suelto. La sonrisa del chico está muy bien dibujada. En buen estado de conservación. Firmado, en una jarra que cuelga de una correa del hombro, con un monograma compuesto de las letras "F H F"; tela, 26 1/2 pulgadas por 22 pulgadas."
Hofstede de Groot señaló que esta pintura es similar a muchas otras pinturas de Hals, que Seymour Slive y Claus Grimm refieren como "pescadores locales".
En el catálogo de la exposición de 1962, la entrada de esta pintura en el nº 21 indica que N.S. Trivas se pasó de la raya cuando rechazó todas estas pinturas como no atribuibles al maestro, y que la gorra peluda que luce era a menudo llevada por labradores y marineros holandeses en el siglo XVII.

Otras pinturas de humildes pescadores de Hals:

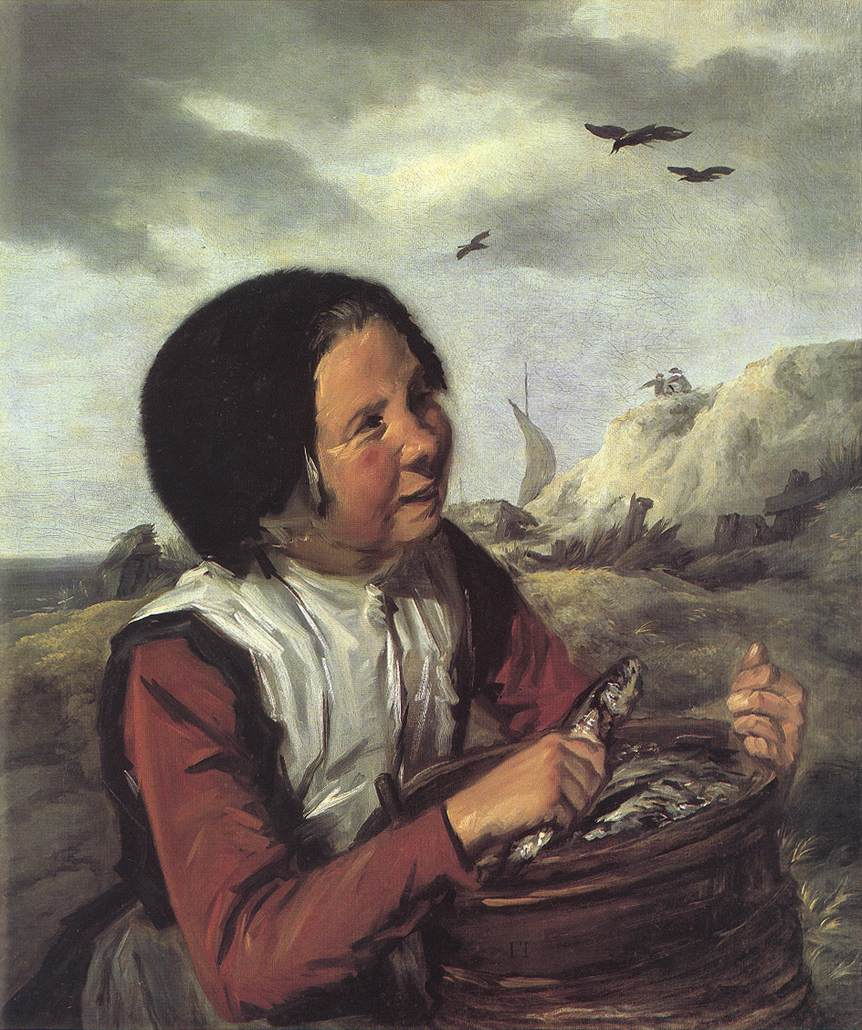
Pescadora sonriente.
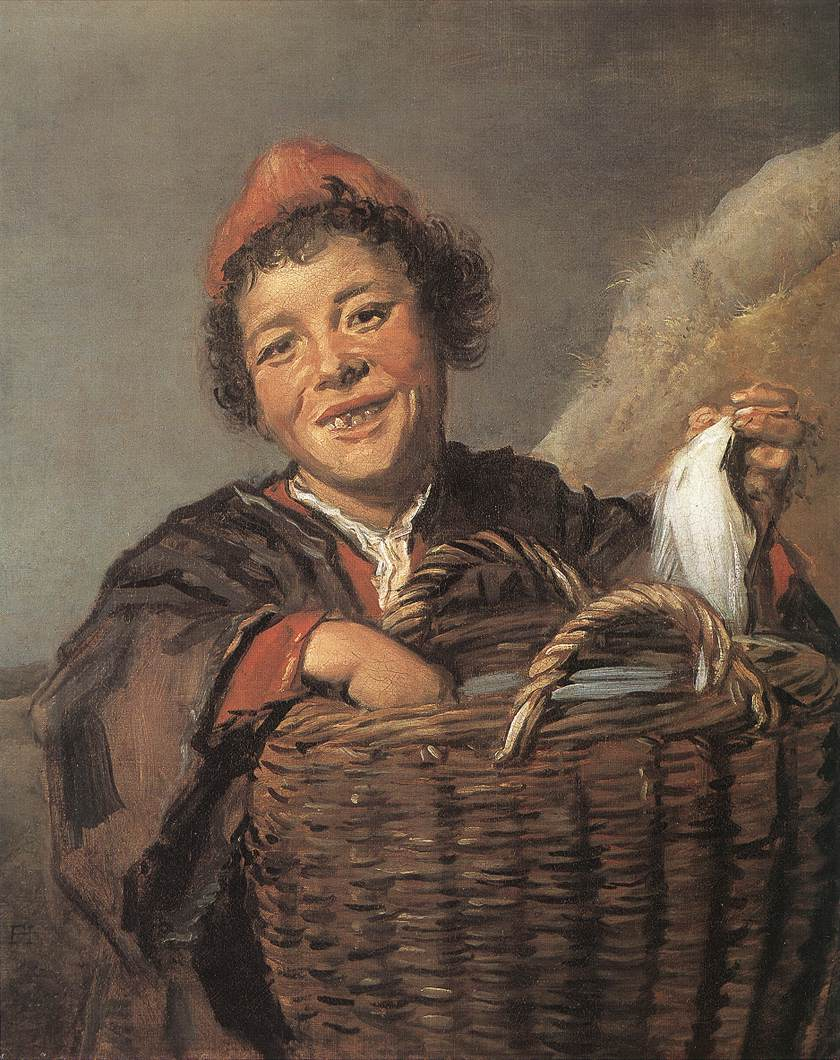
Niño pescador con cesta.
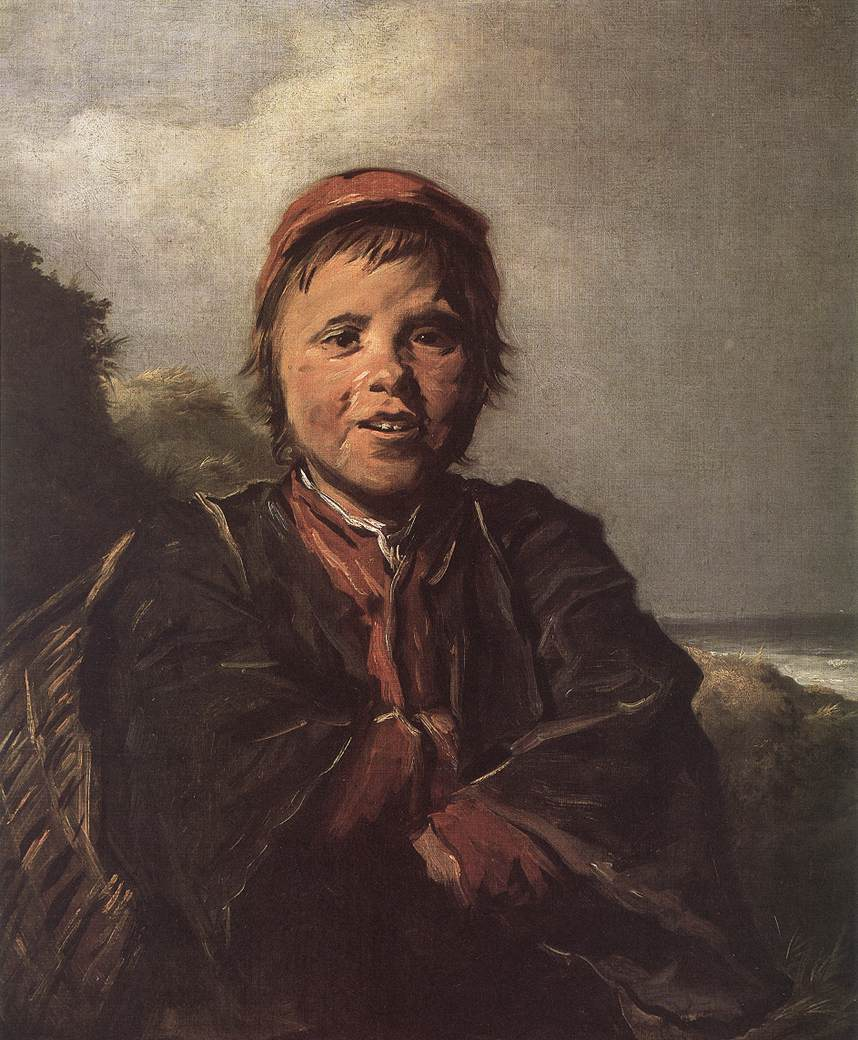
El niño pescador.